# Premier League (2003/2004)
Barclaycard Premiership 2003/04 była dwunastą edycją najwyższej klasy rozgrywkowej w Anglii. Mistrzem został Arsenal, który nie przegrał żadnego meczu w lidze, a królem strzelców został Thierry Henry z 30 golami na koncie.

## Drużyny
| Uczestnicy poprzedniej edycji                                                                                 | Uczestnicy poprzedniej edycji | Uczestnicy poprzedniej edycji | Uczestnicy poprzedniej edycji |
| --- | ----------------------------- | ----------------------------- | ----------------------------- |
| MNU | Manchester United             | 1                             |                               |
| ARS | Arsenal                       | 2                             |                               |
| NEW | Newcastle United              | 3                             |                               |
| CHE | Chelsea                       | 4                             |                               |
| LFC | Liverpool                     | 5                             |                               |
| BLR | Blackburn Rovers              | 6                             |                               |
| EVE | Everton                       | 7                             |                               |
| SOT | Southampton                   | 8                             |                               |
| MNC | Manchester City               | 9                             |                               |
| TOT | Tottenham Hotspur             | 10                            |                               |
| MID | Middlesbrough                 | 11                            |                               |
| CHA | Charlton Athletic             | 12                            |                               |
| BIR | Birmingham City               | 13                            |                               |
| FUL | Fulham                        | 14                            |                               |
| LEE | Leeds United                  | 15                            |                               |
| AST | Aston Villa                   | 16                            |                               |
| BOL | Bolton Wanderers              | 17                            |                               |
| Awans z First Division                                                                                        |                               |                               |                               |
| POR | Portsmouth                    | 1                             |                               |
| LEI | Leicester City                | 2                             |                               |
| po barażach                                                                                                   |                               |                               |                               |
| WOL | Wolverhampton Wanderers       | 5                             |                               |
| Oznaczenia: - kolumna pierwsza – skróty nazw drużyn, - kolumna trzecia – miejsce zajęte w poprzednim sezonie. |                               |                               |                               |

## Tabela
| Lp. | Drużyna                 | M  | Z  | R  | P  | Bramki | Bramki | Różn. | Pkt | Uwagi                                         |
| --- | ----------------------- | -- | -- | -- | -- | ------ | ------ | ----- | --- | --------------------------------------------- |
| 1   | Arsenal (M)             | 38 | 26 | 12 | 0  | 73     | 26     | +47   | 90  | Liga Mistrzów UEFA • Faza grupowa             |
| 2   | Chelsea                 | 38 | 24 | 7  | 7  | 67     | 30     | +37   | 79  | Liga Mistrzów UEFA • Faza grupowa             |
| 3   | Manchester United       | 38 | 23 | 6  | 9  | 64     | 35     | +29   | 75  | Liga Mistrzów UEFA • III runda kwalifikacyjna |
| 4   | Liverpool               | 38 | 16 | 12 | 10 | 55     | 37     | +18   | 60  | Liga Mistrzów UEFA • III runda kwalifikacyjna |
| 5   | Newcastle United        | 38 | 13 | 17 | 8  | 52     | 40     | +12   | 56  | Puchar UEFA • I runda                         |
| 6   | Aston Villa             | 38 | 15 | 11 | 12 | 48     | 44     | +4    | 56  |                                               |
| 7   | Charlton Athletic       | 38 | 14 | 11 | 13 | 51     | 51     | 0     | 53  |                                               |
| 8   | Bolton Wanderers        | 38 | 14 | 11 | 13 | 48     | 56     | −8    | 53  |                                               |
| 9   | Fulham                  | 38 | 14 | 10 | 14 | 52     | 46     | +6    | 52  |                                               |
| 10  | Birmingham City         | 38 | 12 | 14 | 12 | 43     | 48     | −5    | 50  |                                               |
| 11  | Middlesbrough           | 38 | 13 | 9  | 16 | 44     | 52     | −8    | 48  | Puchar UEFA • I runda                         |
| 12  | Southampton             | 38 | 12 | 11 | 15 | 44     | 45     | −1    | 47  |                                               |
| 13  | Portsmouth              | 38 | 12 | 9  | 17 | 47     | 54     | −7    | 45  |                                               |
| 14  | Tottenham Hotspur       | 38 | 13 | 6  | 19 | 47     | 57     | −10   | 45  |                                               |
| 15  | Blackburn Rovers        | 38 | 12 | 8  | 18 | 51     | 59     | −8    | 44  |                                               |
| 16  | Manchester City         | 38 | 9  | 14 | 15 | 55     | 54     | +1    | 41  |                                               |
| 17  | Everton                 | 38 | 9  | 12 | 17 | 45     | 57     | −12   | 39  |                                               |
| 18  | Leicester City          | 38 | 6  | 15 | 17 | 48     | 65     | −17   | 33  | Spadek do Championship                        |
| 19  | Leeds United            | 38 | 8  | 9  | 21 | 40     | 79     | −39   | 33  | Spadek do Championship                        |
| 20  | Wolverhampton Wanderers | 38 | 7  | 12 | 19 | 38     | 77     | −39   | 33  | Spadek do Championship                        |

## Najlepsi strzelcy
| Bramki | Strzelcy                | Drużyna                |
| ------ | ----------------------- | ---------------------- |
| 30     | Thierry Henry           | Arsenal F.C.           |
| 22     | Alan Shearer            | Newcastle United F.C.  |
| 20     | Louis Saha              | Manchester United F.C. |
| 20     | Ruud van Nistelrooy     | Manchester United F.C. |
| 17     | Mikael Forssell         | Birmingham City F.C.   |
| 17     | Nicolas Anelka          | Manchester City F.C.   |
| 16     | Juan Pablo Ángel        | Aston Villa F.C.       |
| 16     | Michael Owen            | Liverpool F.C.         |
| 16     | Yakubu Aiyegbeni        | Portsmouth F.C.        |
| 14     | James Beattie           | Southampton F.C.       |
| 14     | Robbie Keane            | Tottenham Hotspur F.C. |
| 14     | Robert Pirès            | Arsenal F.C.           |
| 13     | Jimmy Floyd Hasselbaink | Chelsea F.C.           |
| 13     | Kevin Phillips          | Southampton F.C.       |
| 12     | Les Ferdinand           | Leicester City F.C.    |
| 11     | Andrew Cole             | Blackburn Rovers F.C.  |
| 11     | Mark Viduka             | Leeds United A.F.C.    |
| 11     | Paul Dickov             | Leicester City F.C.    |
| 10     | Frank Lampard           | Chelsea F.C.           |
| 10     | Jason Euell             | Charlton Athletic F.C. |
| 10     | Hernán Crespo           | Chelsea F.C.           |
| 9      | 10 zawodników           | 10 zawodników          |
| 8      | 3 zawodników            | 3 zawodników           |
| 7      | 9 zawodników            | 9 zawodników           |
| 6      | 11 zawodników           | 11 zawodników          |
| 5      | 11 zawodników           | 11 zawodników          |
| 4      | 26 zawodników           | 26 zawodników          |
| 3      | 10 zawodników           | 10 zawodników          |